# Путвинскис, Владас
Владас Путвинскис (лит. Vladas Putvinskis), он же Владас Путвис (лит. Vladas Pūtvis, 6 октября 1873, Рига — 5 марта 1929, Каунас), — литовский лидер военизированной организации, один из основателей и первый председатель Союза литовских стрелков. 
Родившийся в семье литовских дворян, Путвинскис унаследовал поместья в Павежуписе и Граужикае, имевшие около 350 гектаров (860 акров) земли. Некоторое время он изучал сельское хозяйство в Университете Галле, но ему пришлось вернуться в Литву, чтобы работать в своих поместьях. Он полностью поддерживал Литовское национальное возрождение. Его дом стал местом сбора литовских интеллектуалов, которые издавали литовскую газету «Варпас» и основали Литовскую демократическую партию в 1902 году. Путвинскис также организовал крупномасштабную контрабанду и распространение нелегальных литовских изданий. После снятия запрета на литовскую печать он занимался контрабандой оружия и предоставлял убежище различным политическим активистам, скрывавшимся от царской полиции. Путвинскис был арестован в 1906 году и провёл несколько месяцев в тюрьме. В 1914–1917 жил в ссылке в Воскресенском Нижегородской губернии.
По возвращении в Литву он присоединился к группе литовской интеллигенции, которая организовывала стрелковые тренировки в Каунасе. В августе 1919 года эта группа превратилась в Союз стрелков Литвы, и Путвинскис стал его председателем и главнокомандующим. Первоначально это была военизированная группа, оказывавшая поддержку литовской армии во время войн за независимость Литвы. Путвинскису удалось реорганизовать союз в гораздо более широкое национальное движение, которое будет способствовать укреплению литовской национальной идентичности. Однако он ушёл в отставку в июне 1922 года после конфликтов с литовской армией и обвинений его в кумовстве. Он вернулся в качестве председателя Союза стрелков в июне 1928 года, но умер в марте 1929 года.

## Биография

### Ранние годы и образование
Путвинскис родился 6 октября [24 сентября по старому стилю] 1873 года в Риге, тогда входившей в состав Российской империи, в семье польско-литовского шляхтича. Корни семьи прослеживаются со времён великого князя Витовта (умер в 1430 году). Отец Путвинскиса Раполас унаследовал поместья в Павежуписе и Граужикае. После неудавшегося восстания 1863 года Раполас Путвинскис был депортирован в Сибирь. В 1872 году он получил амнистию, но вернуться в Литву ему не разрешили. Таким образом, он переехал в Ригу, где женился на Идалии Броэль-Плятер из семьи Плятеров. Их сын Владас родился годом позже, 6 октября 1873 года. Их дочь Мария (1876–1959) также принимала активное участие в общественной жизни Литвы и в Союзе стрелков. Позже она вышла замуж за художника и председателя стрелкового общества Антанаса Жмуйдзинавичюса.
Получив домашнее образование, Путвинскис поступил в Шяуляйскую гимназию. Он боролся с учёбой и меланхолией. Поэтому он перешёл в Митавскую реалгимназию, где особое внимание уделялось естественным наукам и где он преуспел лучше. Окончил гимназию в 1893 году. Он думал об обучении актёрскому мастерству в Кракове, но выбрал более практическое изучение сельского хозяйства в Университете Галле в Германии. Однако из-за слабого здоровья отца он был вынужден отказаться от учёбы всего через два семестра. Он вернулся в Литву, поселился в Павежуписе и завладел имениями своей семьи. Поместья имели 350 гектаров (860 акров) земли, здесь имелись 40 коров и 36 лошадей, работало в поместьях 27 человек.

### Общественный деятель

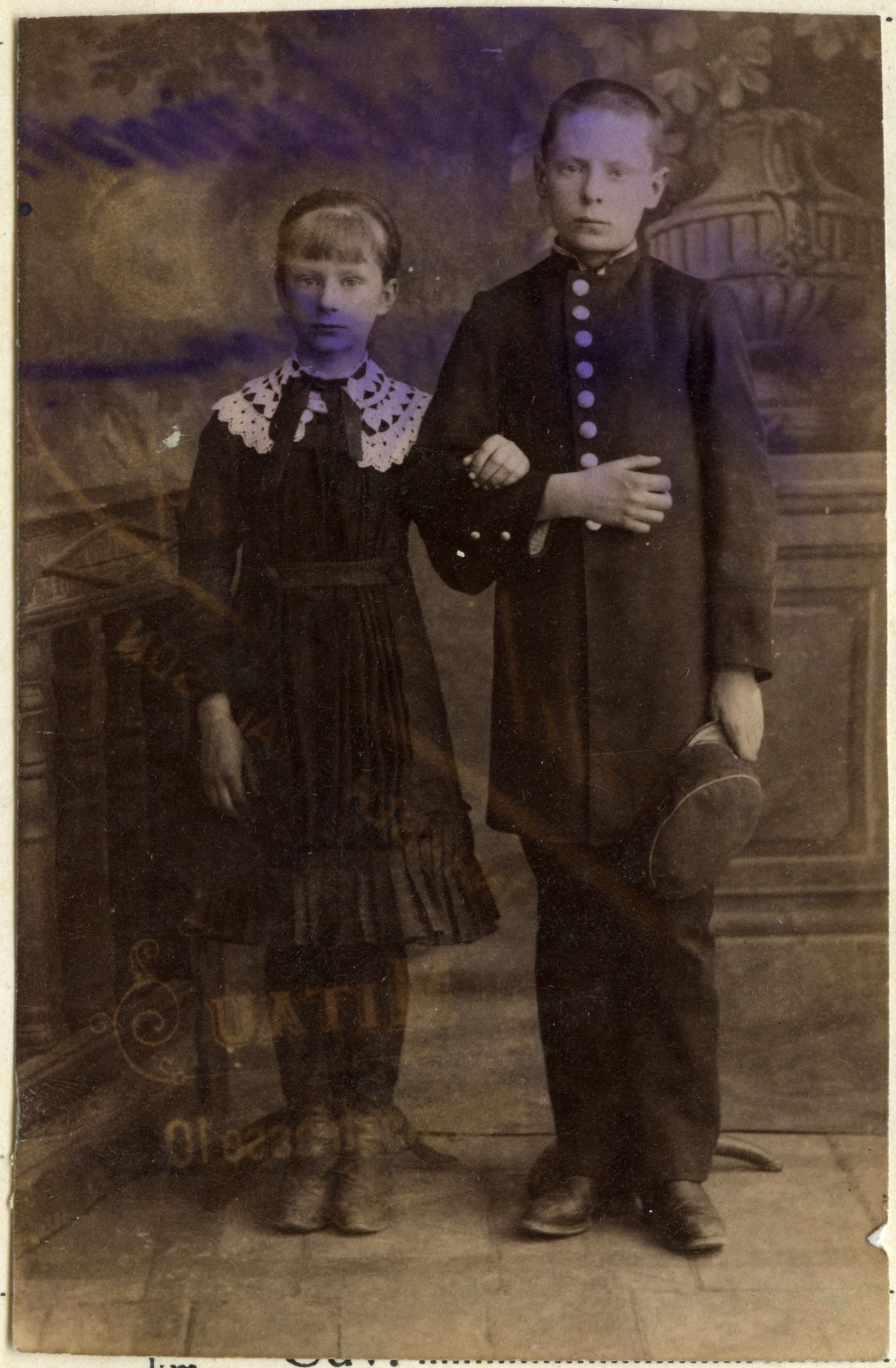
Путвинскис с сестрой Марией

В отличие от большинства помещиков, Путвинскис полностью поддерживал Литовское национальное возрождение. В 1899 году он основал начальную школу для местных детей в Павежуписе. Из-за запрета на литовскую латиницу это было незаконное учреждение. Он планировал превратить школу в официальное учреждение, где будут обучать сельскому хозяйству и ремёслам, но это так и не воплотилось в жизнь. Школа продолжала функционировать до 1913 года, когда в соседнем Вежежерисе была открыта государственная школа. Путвинскис также открыл школу в Граужикае и организовал курсы для взрослых. Всего Путвинскис спонсировал четыре нелегальные литовские школы. Путвинскис также организовал контрабанду и распространение нелегальных литовских изданий. Книги и периодические издания большими партиями ввозились контрабандой из Восточной Пруссии и распределялись Путвинскисом на небольшие посылки для местного распространения. Со временем это стало крупным предприятием, которое получало регулярные ежемесячные поставки. 
Через своего бывшего однокурсника Винцаса Калниетиса Путвинскис установил контакты с литовскими интеллектуалами, в первую очередь с Повиласом Вишинскисом и Аугустинасом Янулайтисом. В 1900 году Путвинскис нанял писательницу Жемайте управляющим своего имения. За этот период она написала несколько рассказов. Лингвист Йонас Яблонскис провёл лето 1900 года в Граужикае. С помощью Антанаса Сметоны и Пятраса Авижониса он работал над своей фундаментальной литовской грамматикой и редактировал труды епископа Мотеюса Валанчюса. Летом 1902 года Повилас Вишинскис организовал в поместье Путвинскиса первую встречу литовских писателей. Подобные собрания стали обычным явлением. На них присутствовали Вишинскис, Жемайте, Габриэле Петкевичайте-Бите, Йонас Крикщюнас (Йоварас), Йонас Билюнас, Антанас Жмуйдзинавичюс и другие. Среди других посетителей были Винцас Мицкявичюс-Капсукас, Балис Сруога, Мартинас Янкус, Стяпонас Кайрис, Лев Карсавин. В ходе встреч активисты координировали издание литовского периодического издания «Варпас», издающегося в Восточной Пруссии. Активисты также обсуждали политические вопросы и планировали создание Литовской демократической партии.

### Арест и ссылка
Путвинскис поддержал русскую революцию 1905 года. Он начал заниматься контрабандой оружия и предоставлять убежище различным политическим активистам, скрывавшимся от царской полиции. Он был арестован в январе 1906 года и провёл несколько месяцев в тюрьмах Шяуляя и Каунаса. Среди его сокамерников был будущий генерал Владас Нагявичюс. За неимением доказательств он был освобождён в мае 1906 года. После смерти Повиласа Вишинскиса в 1906 году Путвинскис стал меньше участвовать в политических вопросах. Он сосредоточился на своей ферме и поддерживал различные литовские общества, в том числе Литовское художественное общество (под председательством его зятя Антанаса Жмуйдзинавичюса). Путвинскис потратил значительные усилия на образование своих детей.
В июле 1914 года, всего через несколько дней после начала Первой мировой войны, Путвинскис был арестован как «политически неблагонадёжный» по приказу губернатора Каунаса Николая Грязева. Его депортировали в село Воскресенское Нижегородской губернии. Он проводил время за чтением и написанием всё более философских работ. Он читал произведения Генрика Ибсена, Иммануила Канта, Фридриха Ницше, Артура Шопенгауэра, Карла Маркса, Мультатули, Карла Каутского и других.
Путвинскис жил в Воскресенском до революции 1917 года. Он переехал под Новочеркасск, где его знакомый владел фермой. Он оказался вовлечённым в Гражданскую войну в России, поскольку Новочеркасск часто переходил из рук в руки между антикоммунистической Донской армией и Красной Армией. В ответ жители города организовали собственные комитеты самообороны, которые патрулировали закреплённые за ними улицы. Путвинскис был впечатлён их эффективностью. Весной 1918 года Путвинскис смог вернуться в Литву.
Путвинскис вернулся в свои поместья и организовал вооружённые группы местных жителей для защиты от различных военных беженцев, военнопленных, деморализованных солдат и других преступников, отбирающих у местных жителей еду. Во время литовско-советской войны его имения около месяца находились в большевистской зоне.

### Союз стрелков

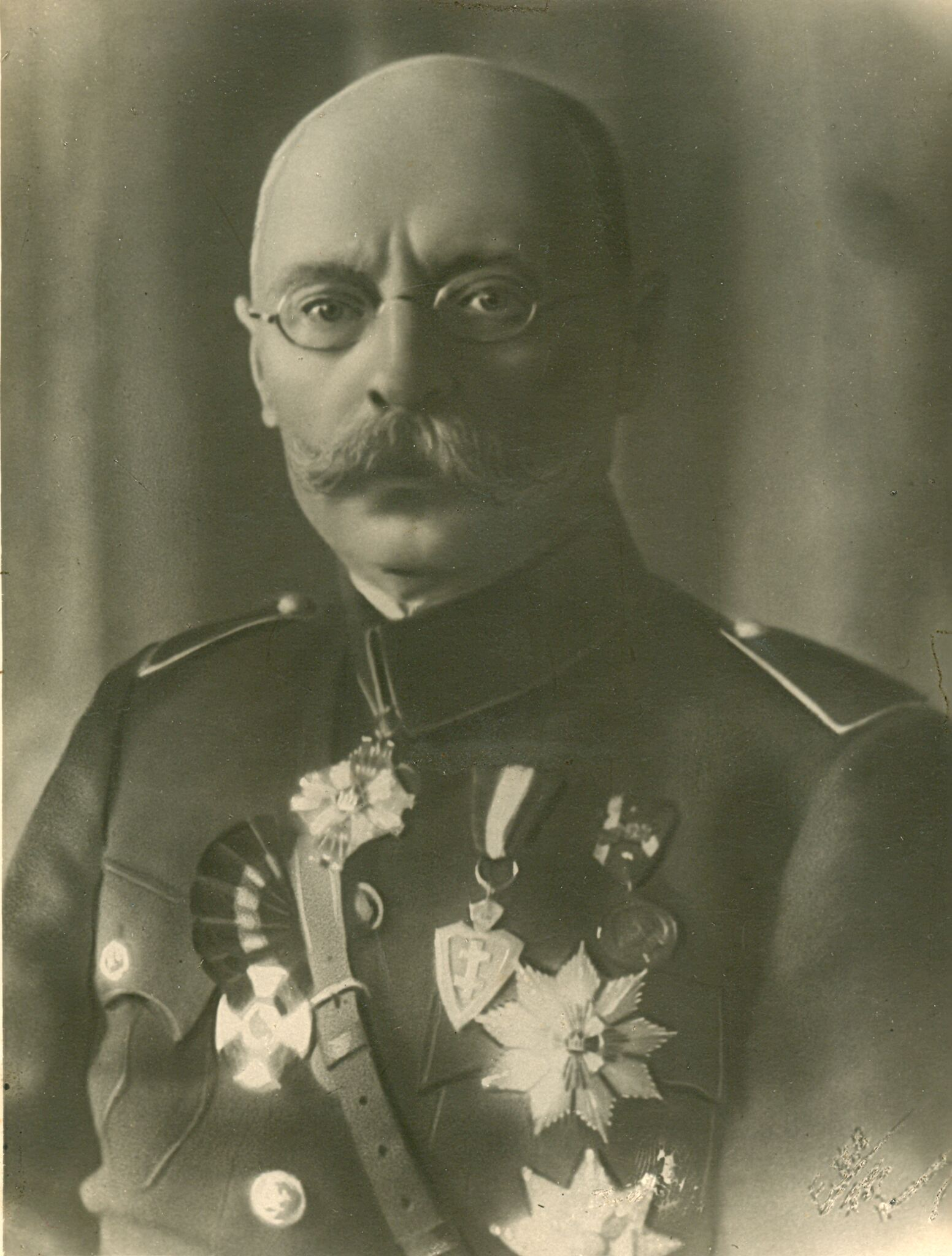
Открытка 1929 года с портретом Владаса Путвинскиса.

В июне 1919 года Путвинскис переехал в Каунас, чтобы заботиться о своём больном сыне Стасисе, который пошёл добровольцем в литовскую армию. Путвинскис устроился на работу в Министерство снабжения (министр Стяпонас Кайрис был его старым знакомым). Поскольку Войны за независимость Литвы продолжались, жители Каунаса почувствовали необходимость в военизированной группировке. 1 июля 1919 года газета «Летува» опубликовала первое сообщение о том, что Литовский спортивный союз (лит. Lietuvos sporto sąjunga) создал новую секцию для стрелков, занимающихся стрельбой и обращением с оружием. Его организовали Матас Шальчюс и другие. Путвинскис присоединился к группе и направил её от узкой цели (защита от непосредственной военной угрозы) к гораздо более широкой цели – воспитанию граждан-солдат, которые обеспечили бы долгосрочное выживание литовской нации. Путвинскис привёл в качестве вдохновения свой опыт работы с отрядами самообороны в Новочеркасске, а также примеры «Сокола» в Чехословакии и Гражданской гвардии в Финляндии.
Организационное собрание Союза стрелков Литвы состоялось 8 августа 1919 года. Путвинскис был избран председателем союза на очередном собрании 20 августа. Его квартира стала местом сбора всех стрелков; вся его семья приняла активное участие в организации. Стрелки помогали литовскому правительству в подавлении попытки польского переворота в сентябре 1919 года, борьбе с Западной Добровольческой армией и работе в военной разведке во время польско-литовской войны. Союз быстро рос, поглощая различные местные партизанские отряды. К концу 1919 года он имел 16 региональных отделений и 39 отрядов.
Весной 1920 года Путвинскис оставил работу в министерстве и перешёл на постоянную работу в Союз стрелков. Занимался организацией издания стрелкового журнала «Тримитас» (первый номер вышел в мае 1920 года), где публиковал многочисленные статьи о текущих событиях и вопросах, касающихся стрелков. По мере стабилизации военной ситуации Путвинскис работал над формулированием идеологии Союза стрелков и укреплением его внутренней структуры. Путвинскиса очень вдохновил гердерианский взгляд на нацию как на органическое и духовное тело. Он видел государство как нечто, что можно потерять и воссоздать, но только до тех пор, пока жив национальный дух. Он видел в стрелках духовную элиту литовского народа.
Путвинскис подал в отставку с поста председателя Союза стрелков 29 июля 1922 года и с поста главнокомандующего 2 октября 1922 года. Он разочаровался в политике и попытках превратить союз в политическую организацию. Он хотел сохранить стрелков как чисто аполитичную организацию, служащую нации, а не какой-либо конкретной политической партии. Также имело место соревнование с  литовской армией, кульминацией которого стала драка между стрелками и солдатами во время празднования праздника Святого Ионы, в результате которой пять солдат получили ранения. Кроме того, Путвинскиса лично раскритиковали за кумовство и обвинили в коррупции.

### Дальнейшая жизнь
Путвинскис работал в своих имениях, внедряя современные сельскохозяйственные технологии. Он выращивал люпины, улучшал дренаж, разводил лошадей породы Жемайтукас, основал паровую молочную ферму и экспортировал сливочное масло в Данию. В 1899 году он выкопал пруд, где экспериментировал с товарным разведением карпов. Он написал инструкцию по разведению карпа, но она так и осталась неопубликованной. Это был первый литовский текст о рыбоводстве, сделавший Путвинскиса пионером в этой области. Путвинскиса пригласили преподавать в Дотнувский сельскохозяйственный колледж (ныне Академия сельского хозяйства университета Витовта Великого) в 1926 году. Его промысел был успешным и продолжился после его смерти. В 1936 году в усадьбе было 12 прудов, занимавших площадь 80 гектаров (200 акров). В 2018 году насчитывалось 70 прудов на площади 800 гектаров (2000 акров). 
Путвинскис продолжал участвовать в Союзе стрелков. Он организовал в своём имении местный отряд стрелков. Его выбрали руководить стрелками Клайпедского восстания в январе 1923 года, но он не смог этого сделать из-за болезни. Путвинскис был признан почётным председателем стрелков в июне 1926 года, но активной деятельности внутри организации он не вёл. Он снова стал председателем в июне 1928 года. Министром обороны в то время был Теодорас Даукантас, который являлся его сторонником. Однако во время стрелкового мероприятия в ноябре 1928 года Путвинкис заболел гриппом, вызвавшим осложнение на почки. Он умер 5 марта 1929 года в Каунасе. Похоронен на кладбище в Кельме. Его похороны были государственным делом. Они были сняты на плёнку; отснятый материал был спрятан от советской власти Андреюсом Дручкусом. Он был восстановлен, оцифрован и стал доступен на YouTube в 2010 году.

## Литературное творчество
Под влиянием Повиласа Вишинскиса Путвинкис попробовал свои силы в писательстве. Его первые рассказы и статьи были опубликованы в журналах «Варпас» (1902–1904) и «Darbininkų balsas» (1902). Другие рассказы публиковались в «Vilniaus žinios» (1914 г.), «Nauju taku» (1914 г.), «Тримитас» (1920-е гг.). Он писал на литовском языке (за исключением одного польскоязычного рассказа, опубликованного в «Слове»), хотя, по его собственному признанию, ему было удобнее высказываться на польском языке. В межвоенной Литве он брал уроки литовского языка у Юлии Яблонските-Петкявичене (дочери лингвиста Йонаса Яблонскиса). 
После освобождения из тюрьмы в 1906 году он написал рассказ «Kudlių šeima» («Семья Кудляй»), который был опубликован в приложении к «Lietuvos aidas» в 1918 году. История, написанная как мифическая легенда, изображает как молодой дворянин, которого избегает его традиционная семья, преследует яркую и неуловимую богиню (идею литовской нации).
Другой, более длинный рассказ «Giedrė» (завершённый в 1907 году) также написан как легенда из литовской мифологии. В нём изображено примитивное, но идеальное общество, атакованное врагами, закованными в железо. Драка заканчивается массовым самоубийством в огне (отсылки к тевтонско-литовским войнам и Пиленаю). Работа была издана отдельной брошюрой в 1915 и 1927 годах; она была переиздана в 2013 году. Рассказ создал и популяризировал имя Гедре.
В 1907 году Путвинкис написал также короткую пьесу для детей «Nežudyk» («Не убий»). Она учит детей уважать животных и природу. В 1919 году Микас Петраускас переработал её в оперетту «Girių karalius» («Царь лесов»). Пьеса издавалась отдельным брошюрой в 1914 и 1928 годах.
В годы ссылки (1914–1917) он написал ещё несколько философских работ о неустанной борьбе просвещения и прогресса против тьмы и разрушения. Летом 1915 года, когда немецкая армия оккупировала его поместья и разделила его семью, он написал несколько оптимистических работ, в которых радость и позитивный настрой должны превзойти страдания и безнадёжное отчаяние.

## Награды

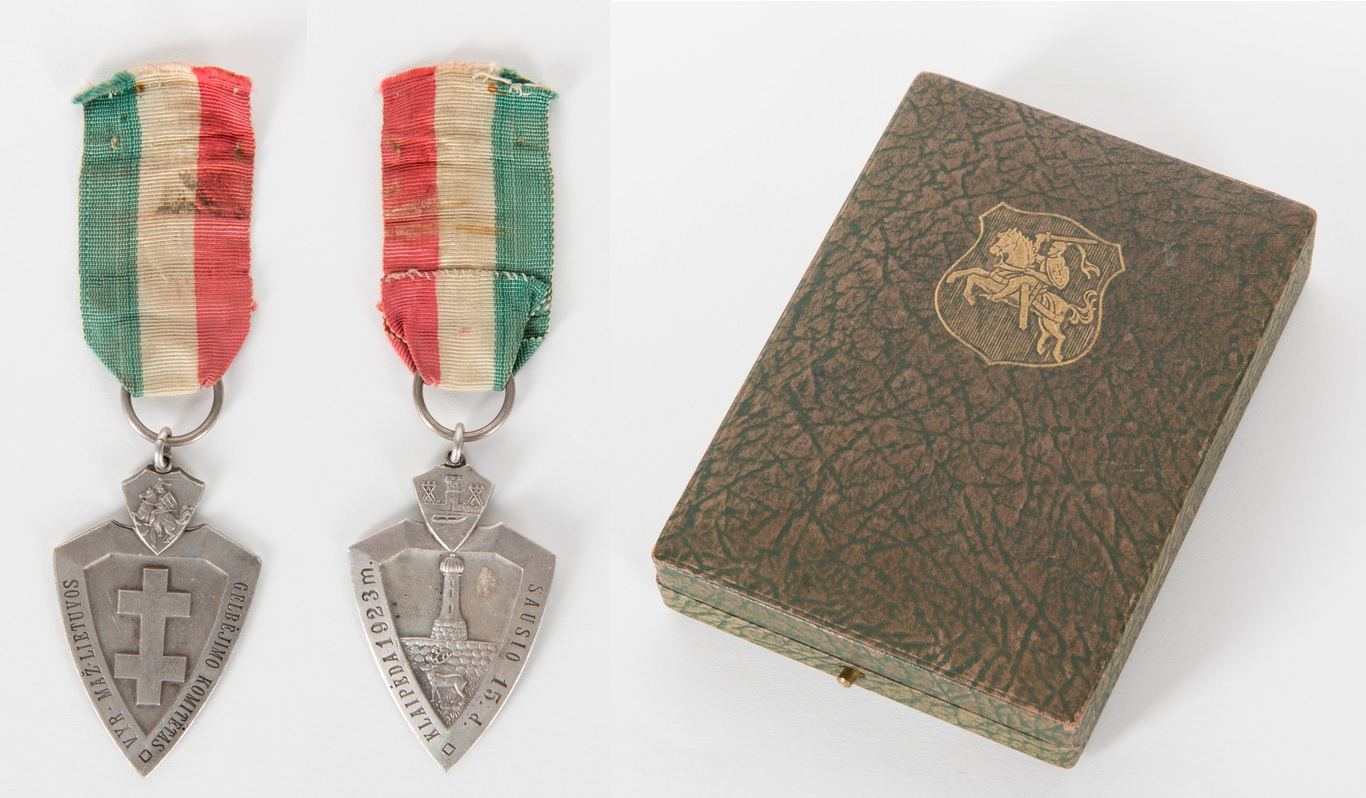
Медаль «За освобождение Клайпеды», вручённая Путвинскису

Путвинскис получил следующие награды:
- Орден Великого князя Литовского Гядиминаса (2-й степени, 1928)
- Серебряная медаль за освобождение Клайпеды
- Звезда стрелков
- Медаль Независимости Латвии
- Орден Короны Италии (Великий офицер)

## Память

### Памятники и памятные даты

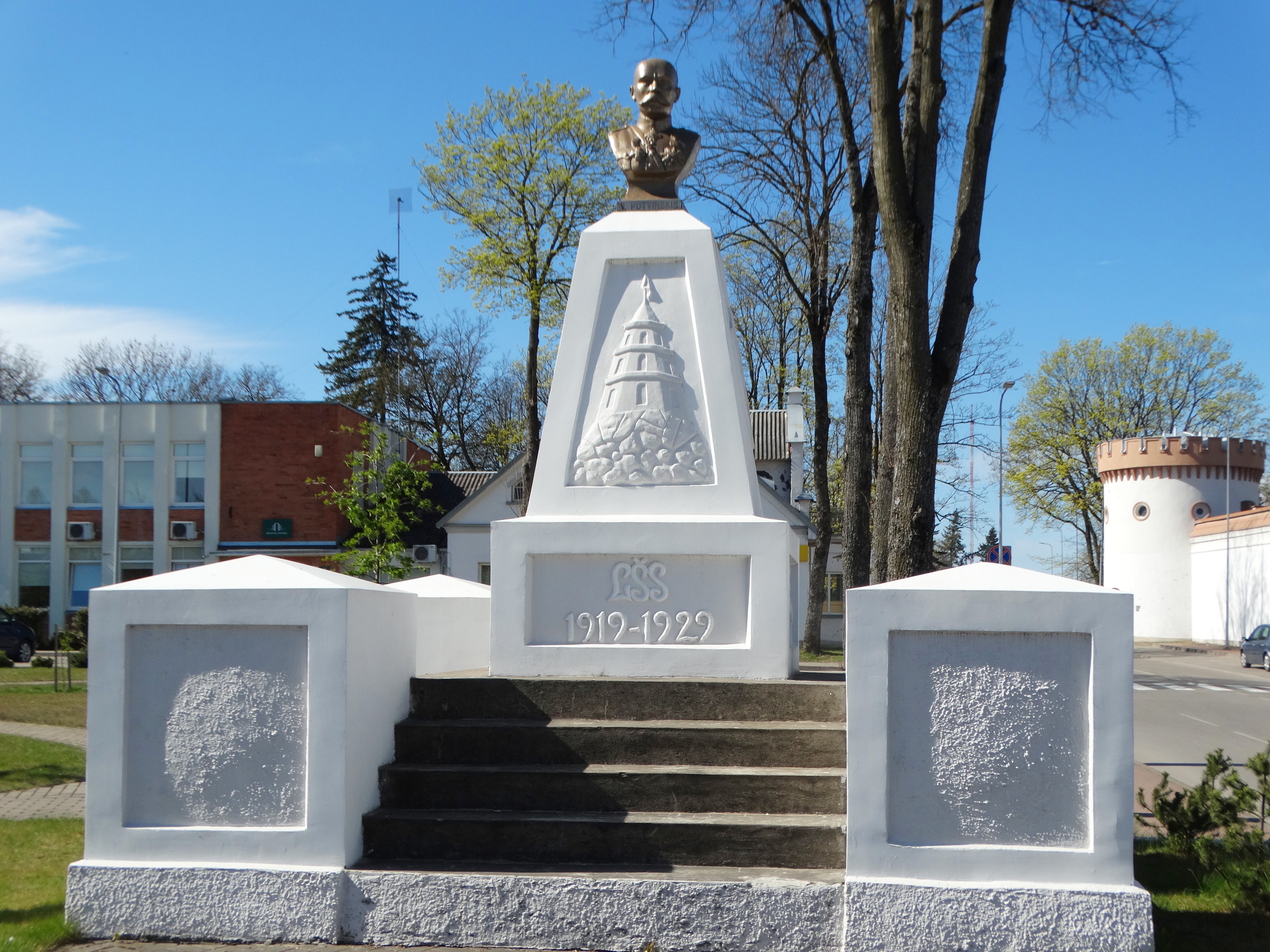
Памятник Путвинскису в Таураге

Памятник Путвинскису установлен в Таураге в 1930 году (восстановлен в 1990 году). Скульптор Бернардас Бучас создал бюст Путвинскиса в 1933–1934 годах. Этот бюст был установлен в саду Военного музея Витовта Великого в 1938 году. Он был разрушен во времена Советского Союза, но воссоздан в 1990 году. В этом же саду в 1940 году был открыт памятник с именами 100 самых выдающихся литовских книжных контрабандистов (в том числе Путвинскиса). Этот памятник был разрушен в 1990 году и восстановлен в 1997 году. Пятрас Римша в 1939 году создал медаль, посвящённую Путвинскису. Ещё один памятник Путвинскису открыли в 2019 году в Кельме.
Мемориальный музей Путвинскису был открыт в 1936 году в штабе стрелков в Кельме. В 2013 году Кельмский краеведческий музей обновил постоянную экспозицию, посвящённую Путвинскису.
В 1931 году в его память была названа улица в Каунасе. В советский период она была переименована в честь поэтессы Саломеи Нерис, но имя Путвинскиса было восстановлено в 1990 году. Его имя носит ещё одна улица в Кельме. В 2007 году средняя школа в Шаукенае была переименована в честь Путвинскиса. 
Сейм (парламент Литвы) объявил 2023 год годом Путвинскиса (в этом году исполнилось 150 лет со дня его рождения). В результате в его память было организовано множество различных мероприятий, выставок и конференций. По этому случаю Эдита Мильдажите и Саулюс Пилинкус создали документальный фильм о Путвинскисе «Civilių kariuomenės vadas» («Командующий Гражданской армией»).

### Архив и публикации
Архив Путвинскиса и его семьи был захоронен в Граужикае в 1940 и 1944 годах, чтобы защитить его от советской власти. Архив был восстановлен в 1989 и 1992 годах и передан в Шяуляйский музей Аушры. В архиве около 3000 документов, в том числе 364 письма Путвинскиса и 900 писем. В 2008 году архив был внесён в национальный реестр Литвы в рамках программы ЮНЕСКО «Память мира». Письма Путвинскиса (всего 359 писем) были опубликованы в 2003 году.
Собрание сочинений Путвинскиса было опубликовано в 1933 году (два тома) в Каунасе и в 1973 году в Чикаго.

## Личная жизнь
12 августа 1897 года Путвинскис женился на Эмилии Груздите. У них было шестеро детей, пятеро из которых достигли совершеннолетия. Все они были активными членами Союза стрелков. Оба сына умерли в советском ГУЛАГе, а три дочери эмигрировали в США. Дети:
- Стасис Путвинскис[англ.] (1898–1942), министр сельского хозяйства Литвы (1935–1938)
- Она Терциёнене (1899–1972), педагог, сотрудник литовских журналов
- София Мантаутене-Марцинкявичене (1900–1984), работала в информационном агентстве ELTA
- Витаутас Путвинскис-Путвис (1902–1942)
- Юлия Путвинскайте (1904–1905)
- Эмилия Путвите[лит.] (1908–1995), учительница